# Lora lawrenciana
Lora lawrenciana är en snäckart. Lora lawrenciana ingår i släktet Lora och familjen Turridae. Inga underarter finns listade i Catalogue of Life.